# Chirbat as-Sawamir
Chirbat as-Sawamir (arab. السوامير) – nieistniejąca już arabska wieś, która była położona w Dystrykcie Hajfy w Mandacie Palestyny. Wieś została wyludniona i zniszczona podczas I wojny izraelsko-arabskiej, po ataku sił żydowskiej organizacji paramilitarnej Hagana w dniu 22 maja 1948 roku.

## Położenie
Chirbat as-Sawamir leżała na nadmorskiej nizinie, u podnóża zachodnich zboczy masywu góry Karmel, w odległości 22 kilometrów na południe od miasta Hajfa i 5 kilometrów od wybrzeża Morza Śródziemnego.

## Historia
W okresie panowania Brytyjczyków Chirbat as-Sawamir była dużą wsią.
Przyjęta 29 listopada 1947 roku Rezolucja Zgromadzenia Ogólnego ONZ nr 181 przyznała te tereny państwu żydowskiemu. Wieś Chirbat as-Sawamir znalazła się w obrębie arabskiej enklawy, która przecinała nadmorską drogę i linię kolejową z Tel Awiwu do Hajfy. Położone w tym obszarze trzy wsie arabskie Ajn Ghazal, Idżzim i Dżaba nazywano „Małym Trójkątem”. Wioski te odmówiły współpracy z Arabską Armią Wyzwoleńczą, ale jednocześnie odmawiały zawarcia porozumienia z Izraelczykami. Ze względów bezpieczeństwa wszystkie żydowskie konwoje musiały omijać ten obszar i wybierały dłuższą drogę przez położoną na wschodzie wadi Milk. Droga ta przebiegała stosunkowo blisko pozycji wojsk irackich i również była niebezpieczna. Podczas I wojny izraelsko-arabskiej oddziały żydowskiej organizacji paramilitarnej Hagana zajęły wieś w dniu 22 maja 1948 roku. Wysiedlono wówczas wszystkich mieszkańców, a domy wyburzono.

## Miejsce obecnie
Na gruntach wioski Chirbat as-Sawamir powstał w 1949 roku moszaw En Ajjala. Palestyński historyk Walid Chalidi, tak opisał pozostałości wioski Chirbat as-Sawamir: 
„Na miejscu widoczne są ruiny dwóch ścian (dawniej część budynku), które zostały ogrodzone drutem kolczastym”.